# Альберт-Фаллс-Дам
Альберт-Фаллс-Дам (англ. Albert Falls Dam; африк. Albert Falls-dam) — водохранилище на реке Умгени недалеко от Питермарицбурга, Квазулу-Натал, ЮАР.
Плотина была построена в 1976 году. Объём водохранилища составляет 288 100 м³, площадь — 23,521 км². Высота плотины — 33 м.